# Episodi di Don Matteo (dodicesima stagione)

Screenshot della dodicesima stagione della serie

La dodicesima stagione della serie televisiva italiana Don Matteo, dal titolo Don Matteo 12, è andata in onda in prima visione TV in prima serata su Rai 1 HD, a partire dal 9 gennaio fino al 19 marzo 2020..Iniziata dal 2000
È ambientata per la quarta volta nella città di Spoleto in Umbria.
Il cast di questa serie non presenta grossi stravolgimenti, con l'eccezione dell'addio di Caterina Sylos Labini nel ruolo di Caterina Cecchini, la moglie del Maresciallo (morta off screen nel corso dell'arco narrativo). Altre uscite di scena sono quelle di Cosimo (Federico Ielapi), Seba (Federico Russo), Rita (Giulia Fiume) e Chiara (Teresa Romagnoli). Tra le novità, i ritorni in guest star di Giulio Tommasi (Simone Montedoro), Lia Cecchini (Nadir Caselli) ed il PM Bianca Venezia (Giorgia Surina), e la durata degli episodi, per 100 minuti ciascuno, ognuno dedicato ad una rielaborazione dei Dieci Comandamenti. Inoltre, è tornata (dopo una stagione di assenza) la celeberrima musica della sigla di testa della serie, arrangiata da Pino Donaggio.
| nº | Titolo                                | Prima TV Italia  |
| -- | ------------------------------------- | ---------------- |
| 1  | Non avrai altro Dio all'infuori di me | 9 gennaio 2020   |
| 2  | Non nominare il nome di Dio invano    | 16 gennaio 2020  |
| 3  | Ricordati di santificare le feste     | 23 gennaio 2020  |
| 4  | Onora il padre e la madre             | 30 gennaio 2020  |
| 5  | Non uccidere                          | 20 febbraio 2020 |
| 6  | Non commettere adulterio              | 27 febbraio 2020 |
| 7  | Non rubare                            | 3 marzo 2020     |
| 8  | Non dire falsa testimonianza          | 5 marzo 2020     |
| 9  | Non desiderare la donna d'altri       | 12 marzo 2020    |
| 10 | Non desiderare la roba d'altri        | 19 marzo 2020    |

## Non avrai altro Dio all'infuori di me
- Diretto da: Raffaele Androsiglio
- Scritto da: Mario Ruggeri

### Trama
Il Capitano Anna Olivieri ed il PM Marco Nardi sono alle prese con i preparativi per il loro matrimonio. Ma un segreto che riguarda Anna rischia di mandare a monte le future nozze: Anna ha ricevuto un incarico di lavoro all'ambasciata di Islamabad, e deve decidere se accettarla o meno. In un momento di debolezza, deluso perché la compagna non si è confidata con lui, Marco si ubriaca in un locale e va a letto con un'altra donna, la Procuratrice Capo Santonastasi. Con il goffo aiuto del Maresciallo Cecchini, Marco confessa la verità ad Anna proprio il giorno delle nozze, in chiesa; la donna lascia l'altare e se ne va, mettendo fine alla loro relazione.
Intanto, viene rapito il figlio, malato di cuore, di un noto chirurgo Antonio Cortesi; il rapitore, Jordi, frequenta la scuola di Sofia e si è messo d'accordo con Valeria, la madre del bambino, per poter andare a Londra e frequentare una scuola di ballo. Valeria ha fatto rapire il figlio perché Antonio vuole impiantargli in un'operazione una valvola "device" di sua invenzione. La sera stessa Valeria viene trovata in fin di vita, e l'indiziato del tentato omicidio è proprio il marito. A cercare di uccidere Valeria è stato in realtà Di Fiore, l'assistente di Cortesi, che aveva trovato delle violazioni nei protocolli per la sperimentazione del device, e insieme a Valeria avevano intenzione di fare causa a Cortesi. Di Fiore ha poi aggredito Valeria perché si è ritirato all'ultimo, dopo che Cortesi gli ha offerto una promozione, stavolta i carabinieri arrivano al colpevole prima di Don Matteo, che assiste all'arresto.
Il Maresciallo Cecchini, vedovo da due anni dopo la morte della moglie Caterina, si è fidanzato da poco tempo con la madre del Capitano Olivieri, Elisa: i due non sanno come dare la notizia ad Anna ed a Marco. La situazione si complica quando il Capitano Olivieri equivoca, credendo che l'amante della madre sia il Brigadiere Ghisoni.
Nel frattempo, una strana caccia al tesoro mette in subbuglio Spoleto; tutti sono alla ricerca dei soldi lasciati da un misterioso benefattore che sono migliaia di euro racchiusi in scatole accompagnate da origami. Nella confusione generale, qualcuno ne approfitta per sparare a Don Matteo, che trova la scatola in chiesa, ma che fortunatamente ne esce illeso.
A sparare è stato il documentarista Giulio Manzi, desideroso di vendicarsi di sua madre, morta perché Don Matteo l'aveva incitata a confessare al marito di averlo tradito e lui di risposta l'aveva uccisa. Prima che Giulio commetta un gesto estremo, i Carabinieri fanno irruzione e lo fermano. L'evento lascia parecchio turbato il prete, che si rimprovera di non avere fatto abbastanza per quella donna, ma stavolta è Natalina a consolarlo.
- Altri interpreti: Giovanni Scifoni (Antonio Cortesi), Fiorenza Pieri (Valeria Cortesi), Alessandro Budroni (Luca Di Fiore), Alfonso Veneroso (Aldo, padre di Jordi), Sydne Rome (Preside Susi Dallara), Sebastian Dimulescu (Andrea Cortesi), Riccardo De Rinaldis Santorelli (Riccardo "Rik" Anastasi), Fabio Rovazzi (Giulio Manzi), Serena Iansiti (Procuratrice Capo Santonastasi).
- Ascolti: telespettatori 7 005 000 – share 30,6%[4]

## Non nominare il nome di Dio invano
- Diretto da: Raffaele Androsiglio
- Scritto da: Umberto Gnoli

### Trama
Una notte, di ritorno da una festa, Anna viene aggredita da due uomini che tentano di rapinarla, ma interviene in suo aiuto un ragazzo che riesce a disarmare i due malviventi e a metterli in fuga per poi andare via senza lasciare detto il suo nome. L'indomani Don Matteo trova il giovane ferito da un colpo d'arma da fuoco e un post-it con scritto un indirizzo. La vittima si chiama Sergio La Cava, di ritorno a Spoleto dopo avere scontato sei anni di carcere: sei anni prima, infatti, Sergio, sorpreso a rubare in casa di sua sorella, aveva accidentalmente ucciso suo nipote neonato Lorenzo, figlio di sua sorella Sabina e del gioielliere Alfiero Spada, spingendo giù dalle scale lui e la madre durante la fuga. Il Maresciallo Cecchini, che non immagina che i due si conoscono già, mette in guardia Anna descrivendo il giovane come un mostro. Anna si reca dunque in ospedale per interrogare La Cava, e, con stupore, scopre che si tratta proprio del ragazzo della sera prima. Dopo il mancato matrimonio con Anna, Marco viene ospitato dal Maresciallo Cecchini, ritrovandosi ad abitare di fronte all'appartamento di Anna, che lo convince a chiedere la grazia alla “Madonna dei Disperati”. Giunti sul luogo, però, i due scoprono che il terreno su cui è edificata la statua è stato acquistato da Cocozza, un imprenditore che vuole rimuoverla. Don Matteo si reca all'indirizzo trovato sul post-it e scopre che vi abita una bambina di nome Ines insieme alla sua nonna materna, mentre la madre della bambina è morta di leucemia. L'anziana donna, però, non può più occuparsi della nipote perché soffre di un principio di Alzheimer. Così, dopo avere constatato lo stato di abbandono in cui vive la piccola, Don Matteo decide di portarla con sé in canonica. Quest'ultimo, dopo avere trovato all'interno della casa una fotografia che ritrae Sergio insieme ad una ragazza, intuisce che la bambina è la figlia di Sergio. Lo stesso Sergio spiega a Don Matteo che la ragazza si chiamava Irene e che avevano avuto una relazione prima che lui finisse in carcere, negando però di avere saputo che fosse incinta. Nel frattempo, Egidio Spada, il fratello di Alfiero, viene trovato morto, e Sergio, essendo l'unico sospettato, viene incarcerato di nuovo. Mentre il Maresciallo Cecchini cerca di salvare la "Madonna dei Disperati" con risultati tragicomici, Anna sembra prendere molto a cuore il tenebroso e misterioso Sergio. Si reca dunque in carcere per dirgli che non crede alla sua colpevolezza, ma lui reagisce molto duramente. Anna e Don Matteo intuiscono che Sergio in realtà sta cercando di proteggere suo nipote Stefano, l’altro figlio di Sabina. Era stato proprio Stefano, stanco di vivere all'ombra del fratello, a sparare a Sergio, mentre ad uccidere Egidio era stata la stessa Sabina. Don Matteo di reca a casa dei La Cava preceduto da Anna che ha capito anche lei la verità: ad uccidere Lorenzo fu proprio Sabina, che a causa della stanchezza cadde dalle scale col bambino e per lo shock aveva dimenticato l'accaduto, e che Sergio si era addossato la colpa al suo posto solo per evitarle una verità troppo dolorosa. Sotto l'effetto di una crisi psicotica, dunque, la donna aveva ucciso Egidio poiché quest'ultimo, ascoltando di nascosto una conversazione tra lei e Sergio, aveva a sua volta scoperto la verità, che a differenza del fratello non avrebbe mantenuto il segreto, Sergio esce successivamente dal carcere. Durante una festa di Rik, il fidanzato di Sofia, Jordi beve da un bicchiere contenente, a sua insaputa, una pasticca di MDMA che lo stesso Rik e Sofia avevano deciso di mettere in un bicchiere a caso per gioco. Quella stessa notte Jordi rimane vittima di un grave incidente stradale. Il ragazzo riesce a sopravvivere, ma per salvarlo i medici sono costretti ad amputargli la gamba sinistra. Anna parla con Marco e chiede che si lavori insieme con rapporti civili, al fine di non farsi del male a vicenda dopo il mancato matrimonio.
- Altri interpreti: Christiane Filangieri (Sabina La Cava), Mimmo Mignemi (Cocozza), Fabrizio Coniglio (Alfiero Spada), Alessandro Bertolucci (Egidio Spada), Giulio Fochetti (Stefano Spada), Sydne Rome (Preside Susi Dallara), Michela Martini (nonna Rosa), Daniela Giordano (Teresa, madre di Jordi), Alfonso Veneroso (Aldo, padre di Jordi), Riccardo De Rinaldis Santorelli (Riccardo "Rik" Anastasi).
- Ascolti: telespettatori 6 152 000 – share 26,7%[5]

## Ricordati di santificare le feste
- Diretto da: Raffaele Androsiglio
- Scritto da: Francesco Arlanch

### Trama
In una stazione di servizio viene aggredito Giulio Tommasi, di ritorno a Spoleto, insieme a Lia e al piccolo Antonio, in occasione della Pasqua. Giulio si risveglia in ospedale, ma, a causa del colpo subito, è convinto di essere fidanzato con la PM Bianca Venezia e di essere ancora il Capitano della caserma di Spoleto. Trattandosi di un disturbo transitorio, il Maresciallo Cecchini e Lia decidono di assecondarlo, ma le grandi manovre finiscono con il coinvolgere anche Anna: Giulio, infatti, per due giorni, torna in possesso del suo vecchio appartamento, ora abitato da Anna, e del suo ufficio. E così i due si trovano costretti, loro malgrado, a collaborare sul caso di Lara, una ragazza incinta trovata priva di sensi durante una serata di presentazione di un albergo della catena PQ. Visti i rapporti tesi tra madre e figlia, del tentato omicidio viene indagata Agata, madre di Lara e direttrice generale dell'albergo gestito da Bernardo De Seta. Agata è una donna malata di Alzheimer che investe tutte le sue energie ed il suo tempo nel proprio lavoro, una scelta che a poco a poco l'ha allontanata dalla figlia. Nel frattempo, Anna è sempre più interessata a Sergio, e, quando scopre che è coinvolto nei furti di alcuni motorini della zona, tenta di parlargli, ma lui non vuole la sua amicizia e la respinge con freddezza. Nel frattempo, si scopre che c'è una connessione tra l'aggressione di Giulio e la PQ Hotel: Giulio e il PM Venezia, infatti, stavano lavorando ad una indagine di riciclaggio che vede direttamente coinvolta la prestigiosa catena di alberghi. Quello che sembrava un tentativo di rapina finito male, dunque, in realtà era un tentato omicidio ai danni del Capitano Tommasi, il quale era ormai arrivato molto vicino a scoprire il coinvolgimento di De Seta. Contemporaneamente, Lara, risvegliatasi dal coma, dà alla luce una bambina. La giovane racconta che, dopo avere scoperto gli affari sporchi di De Seta, aveva deciso di denunciarlo, ma, prima che potesse farlo, l'uomo l'aveva aggredita. La ragazza è pronta a testimoniare contro di lui, ma Anna la informa che è stato ucciso. La notizia sembra turbare molto Lara. Mentre Ines chiede a Marco di essere il suo tutore legale, Anna cerca di convincere Sergio ad uscire dall'illegalità, e per riuscirci decide di raccontare a Sergio di suo padre. Sofia chiede a Jordi di tornare a ballare, ma il ragazzo si vergogna di quello che è diventato dopo l'incidente. Nel frattempo, Lara riesce a confessare a sua madre la terribile verità: durante una vacanza in Sicilia De Seta aveva abusato di lei, ma aveva taciuto la verità per paura che Agata potesse perdere il lavoro. Ad uccidere l'uomo invece era stata la moglie Valeria dopo avere scoperto quello che il marito aveva fatto a Lara anni prima. Giulio vuole chiedere a Bianca di sposarlo ed il Maresciallo Cecchini si vede costretto a rivelare la verità al genero, ma lui non ricorda più nulla degli anni trascorsi con Lia. Il Maresciallo Cecchini apprende da Lia che il matrimonio tra lei e Giulio era già in crisi da tempo. Il giorno di Pasqua, dopo avere parlato con Don Matteo, Giulio capisce di amare Lia e le chiede di risposarlo, mentre Sergio, dopo avere ascoltato le parole di Anna, le fa la sorpresa di presentarsi durante i festeggiamenti.
- Special guest star: Simone Montedoro (Giulio Tommasi), Nadir Caselli (Lia Cecchini), Giorgia Surina (Bianca Venezia)
- Altri interpreti: Simona Cavallari (Agata Gandolfi), Valentina Munafò (Lara Simoni), Matteo Sintucci (Gabriele Corsi), Fabio Balasso (Bernardo De Seta), Anna Stante (Valeria De Seta), Alessandra Ferrara (Erica De Seta), Fausto Romano (dottor Paolini), Sydne Rome (Preside Susi Dallara), Daniela Giordano (Teresa, madre di Jordi), Alfonso Veneroso (Aldo, padre di Jordi), Riccardo De Rinaldis Santorelli (Riccardo "Rik" Anastasi).
- Nota. Nel primo episodio dell'11ª stagione, da un dialogo tra Don Matteo ed il Maresciallo Cecchini, scopriamo che Tommasi è stato promosso Maggiore. Tuttavia, in questo episodio lo ritroviamo ancora nelle vesti di Capitano.
- Ascolti: telespettatori 6 162 000 – share 26,8%[6]

## Onora il padre e la madre
- Diretto da: Raffaele Androsiglio
- Scritto da:

### Trama
Da giorni Natalina viene seguita da un uomo che una notte si introduce in canonica. La perpetua si presenta in caserma per denunciare l'accaduto, ma dell'uomo, di cui si sono perse le tracce, restano solo i peli di martora che Pippo aveva strappato dal suo cappotto durante la colluttazione. Successivamente l'uomo si ripresenta in canonica, dice di chiamarsi Manlio Cestori ed afferma di essere il padre di Natalina, raccontando che sarebbe stato appena diciottenne alla nascita di lei e mostrandole una fotografia con lui, Natalina, la madre ed il fratello minore di quest'ultima. Manlio afferma anche che la madre di Natalina doveva chiamarsi Fabiana Bonditori ed essere di famiglia nobile, cosicché Fabiana, rimasta incinta di Natalina appena sedicenne, sarebbe fuggita con Manlio per non essere costretta ad abortire da parte dei genitori. Manlio, non avendo i soldi per mantenere Fabiana, Natalina e l'altro figlio nato qualche anno dopo, avrebbe poi convinto ed accompagnato Fabiana a rubare dei gioielli ai genitori di costei, lasciando per una notte Natalina e il fratello in una casa famiglia; viaggiando di notte, però, Manlio avrebbe avuto un incidente in cui Fabiana sarebbe morta ed egli non avrebbe avuto il coraggio di riprendere i figli e di crescerli da solo. Nel frattempo, il notaio De Cumis, padre di Elvira, una parrocchiana di Don Matteo in procinto di sposarsi con Valerio, viene trovato morto nel suo studio, e poiché sulla scena del delitto vengono rinvenuti peli di martora, dell'omicidio viene accusato Manlio. Natalina, però, ha superato l'iniziale diffidenza nei confronti di Manlio e vuole dare al presunto padre una seconda possibilità: mente quindi ai Carabinieri sull'orario nel quale Manlio si era presentato in canonica la sera del delitto per fornirgli un alibi, ignara però del fatto che l'uomo è in realtà un truffatore. Ogni tentativo di Don Matteo, che ha capito che Manlio nasconde qualcosa, a far ragionare Natalina che ormai è sempre più convinta ad andare a vivere con Manlio, diventa inutile. In seguito, Don Matteo scopre che De Cumis voleva licenziare Elvira per avere falsificato gli atti riguardanti l'eredità di Natalina in cambio di sostanze stupefacenti, procurate proprio da Manlio. Don Matteo, scoprendo le sostanze e facendosì dire da Elvira che lei ne ha ormai la dipendenza, inizia a pedinare Manlio scoprendo che è un ex infermiere mandato in pensione anticipatamente perché era stato scoperto a trafficare dei farmaci e che è attualmente il badante di una signora anziana e malata terminale di nome Fabiana: proprio usando una parte dei farmaci necessari a Fabiana, Manlio fabbrica gli stupefacenti per Elvira. Prima che Don Matteo scopra la verità, Manlio viene scoperto dai Carabinieri a trafficare con gli stupefacenti e viene arrestato. Al momento dell'arresto, Manlio chiede ed ottiene di chiamare Don Matteo per dirgli di avere portato Natalina in una casa colonica da tempo disabitata, ma che a questo punto vuole liberarla e farla riportare in canonica. Don Matteo e Natalina si recano da Fabiana, l'anziana donna malata di cui si occupava Manlio. Ella, ormai morente, racconta che anni prima lei e suo marito Fosco avevano rubato dei gioielli presso la famiglia Bonditorre dove lei lavorava come domestica. I due avevano affidato Natalina ed il suo fratello ad un istituto con l'intenzione di tornare a prenderli dopo una rapina a casa Bonditorre, ma Fosco era rimasto ucciso dal signor Bonditorre e Fabiana, a questo punto, non era più tornata a riprenderli. L'eredità di Natalina, dunque, è composta dai gioielli che i suoi genitori rubarono anni prima, perché, nel frattempo, il reato di furto è caduto in prescrizione. Quanto a Manlio, dopo essere stato mandato in pensione anticipata, era stato indirizzato da Elvira a fare il badante di Fabiana, cosicché il procurare i farmaci per l'anziana signora era diventato la copertura per procurare gli stupefacenti ad Elvira. Costei, in cambio, gli aveva proposto di falsificare gli atti notarili per far passare che Fabiana cedeva i gioielli, e lui, per riuscire nell'impresa, gli aveva suggerito di conquistare la fiducia di Natalina fingendosi il padre di lei. Per evitare che questa falsificazione venisse scoperta, Elvira aveva pure licenziato Furio, un collaboratore del padre. Alla fine, i Carabinieri arrivano anche da Elvira e lei fa capire loro di essere l'assassina del padre: Don Matteo, però, scopre che l'assassino è in realtà Valerio. Intanto, proseguono le storie parallele all'indagine: dopo avere visto Sergio osservare Ines da lontano, Anna intuisce che il ragazzo ha difficoltà ad esprimere i suoi sentimenti, e così, mentre i due sono impegnati a restaurare il Maggiolino di Anna, lei lo esorta a riprendersi la sua vita. Terminata la riparazione del Maggiolino di Anna, Sergio vede Anna piangere dopo l'ennesimo confronto con Marco. I due si abbracciano, mostrandosi sempre più uniti. Assuntina, la figlia minore del Maresciallo Cecchini, torna da Parigi con una sorpresa: è incinta! La ragazza e l'Appuntato Zappavigna non sanno come dare la notizia al Maresciallo Cecchini, il quale sta organizzando una cena per presentare Elisa, la madre di Anna, alla figlia: per fortuna, durante la cena la verità viene a galla, ed il Maresciallo Cecchini intima all'Appuntato Zappavigna di prendersi le sue responsabilità. Romeo chiede quindi ad Assuntina di sposarlo e la ragazza è costretta a confessargli la verità: il bambino non è suo, ma di Vincent, un ragazzo benestante conosciuto a Parigi. A sorpresa, l'Appuntato Zappavigna le dice di averlo sempre saputo, ma che era comunque disposto a sposarla. Pur essendogli grata, la ragazza rifiuta perché è innamorata del padre del bambino, sebbene quest'ultimo non abbia intenzione di prendersi le sue responsabilità. Sotto le pressioni della famiglia, Vincent decide di tornare in Francia da solo, ma, grazie all'intervento del Maresciallo Cecchini, egli decide di tornare indietro per assistere alla nascita del figlio e di riconoscerlo. 
- Special guest star: Simona Di Bella (Assuntina Cecchini)
- Altri interpreti: Paolo De Vita (Manlio Cestori), Silvia Gallerano (Elvira De Cumis), Riccardo Leonelli (Valerio), Riccardo Bocci (Furio), Alberto Boubakar Malanchino (Vincent), Daniela Giordano (Teresa, madre di Jordi), Alfonso Veneroso (Aldo, padre di Jordi), Riccardo De Rinaldis Santorelli (Riccardo "Rik" Anastasi), Dora Romano (Fabiana, madre di Natalina), Michela Martini (nonna Rosa), Sydne Rome (Preside Susi Dallara), Vanni Baldini (Dottor Trevi, il ginecologo).
- Ascolti: telespettatori 6 064 000 – share 26,7%[7]

## Non uccidere
- Diretto da:
- Scritto da:

### Trama
Una sera Don Matteo investe Nada, una ragazza ucraina che stava scappando da qualcuno. Giunta in ospedale, si scopre però che la ferita alla testa della giovane non è compatibile con l'incidente. Dopo essersi risvegliata, Nada afferma che suo figlio Yuri è stato rapito. Mentre lavora al caso con la Procuratrice Capo Santonastasi, che sostituisce un indisposto PM Nardi, Anna è alle prese con il matrimonio della cugina Elisabetta che non perde l'occasione per ricordarle il suo mancato matrimonio con Marco. Per evitare di finire nel tavolo dei bambini insieme agli altri invitati non accompagnati, Anna le fa credere che Sergio sia il suo fidanzato. Quest'ultimo, il cui carattere si è molto addolcito grazie ad Anna, decide di aiutarla. Mentre i due cercano di inventare una storia credibile sulla loro finta relazione, il Maresciallo Cecchini ascolta una conversazione di Anna e la sente affermare che ha intenzione di andare al matrimonio con il suo fidanzato, dando per scontato che la ragazza stia parlando del PM Nardi. Quest'ultimo crede che Anna stia per chiedergli di accompagnarla al matrimonio, ma le sue speranze si infrangono quando una sera la vede rincasare in compagnia di Sergio. Marco si accorge che tra i due sta nascendo qualcosa e così fa una scenata di gelosia ad Anna, ma lei nega di provare dei sentimenti per Sergio. Mentre il Maresciallo Cecchini è impegnato a scoprire il vero rapporto che c'è tra Anna e Sergio, si scopre che Oksana, suocera di Nada che ha perso il figlio nella guerra del Donbass, aveva trovato un lavoro alla nuora presso l'azienda di Attilio Sacchi, ma, quando quest’ultima aveva intrecciato una relazione con Attilio, aveva deciso di tagliarla fuori dalla sua vita, ignorando però che in realtà la ragazza aveva una relazione con il figlio di Attilio, Emilio. Intanto, Anna e Sergio iniziano davvero a provare qualcosa l'una per l'altro: i due, dopo essere scappati nel bel mezzo della cerimonia, passano insieme il resto della serata brindando ai loro fallimenti. Alla fine si scopre che Nada era stata colpita con una pietra da Emilio e che Yuri non era stato rapito, ma venduto dalla stessa Nada ad un'associazione di adozioni clandestine che agisce con la collaborazione della Dottoressa Velia Montella. La giovane aveva preso la drastica decisione dopo che Emilio aveva deciso di non volerla più sposare a causa dei pregiudizi di amici e parenti. La ragazza, dunque, aveva soltanto simulato il rapimento di Yuri affinché i Carabinieri potessero attivarsi ed avviare le indagini per ritrovarlo. Dopo l'aggressione, rimasta sola e ferita, Nada aveva contattato Velia per fermare la vendita di Yuri, ma era troppo tardi, per cui aveva tentato il suicidio gettandosi in mezzo alla strada mentre stava transitando Don Matteo. Mentre Sofia, stanca delle continue umiliazioni che Rik infligge a Jordi, decide di lasciare Rik, tutta Spoleto è in fibrillazione per l'imminente arrivo del Papa. Il Maresciallo Cecchini, che per l'occasione vuole cucinare l'asado argentino, decide di allevare un porcellino. Ines, però, si affeziona all'animale, ribattezzato "Jimi" in onore del suo idolo Jimi Hendrix, per cui decide di nasconderlo con l'aiuto del suo amico Jacopo, finendo con il coinvolgimento anche di Marco. Il giorno dell'arrivo del Papa, Don Matteo rivela che il Santo Padre è già stato a Spoleto per pregare per il padre di Jacopo che è in coma, e così, mentre gli spoletini sono riuniti in piazza del Duomo ad ascoltare la voce registrata di Papa Francesco, Nada e Yuri si ricongiungono.
- Altri interpreti: Giorgia Salari (Velia Montella), Yuliia Sobol (Nada Zelenka), Brenda Lodigiani (Elisabetta), Svetlana Kevral (Oksana Holup), Valerio Da Silva (Emiliano Sacchi), Gianni Rosato (marito di Velia Montella), Franco Trevisi (Attilio Sacchi), Astra Lanz (Suor Maria), Sydne Rome (Preside Susi Dallara), Riccardo De Rinaldis Santorelli (Riccardo "Rik" Anastasi).
- Nota. Il discorso registrato di Papa Francesco è un commento al comandamento che dà il titolo a questo episodio (Non uccidere).
- Ascolti: telespettatori 5 840 000 – share 26,5%[8]

## Non commettere adulterio
- Diretto da: Cosimo Alemà
- Scritto da:

### Trama
I Carabinieri si trovano ad affrontare un caso che coinvolge da vicino il Procuratore Capo Santonastasi: Lucia, l'attuale compagna del suo ex marito Massimo, è stata aggredita. Poiché Sara viene trovata priva di sensi nel luogo dell'aggressione, diventa la principale sospettata, ed ad aggravare la sua posizione c'è anche una querela per stalking presentata dalla stessa Lucia nei suoi confronti. Dopo essere finita agli arresti domiciliari, Sara si sfoga con Marco e finisce per raccontargli la sua storia personale con il suo ex marito, confessandogli che a causare la fine del loro matrimonio è stata la sua sterilità. Mentre Marco è deciso a dimostrare l'innocenza di Sara, Anna si mostra gelosa del loro rapporto e gli ricorda l'importanza di non farsi coinvolgere emotivamente nelle indagini. Anche il Maresciallo Cecchini si trova in un momento particolarmente critico: è deluso per un mancato aumento di stipendio, è geloso per la nomina dell'Appuntato Zappavigna a Vice-Brigadiere ma soprattutto è offeso dal comportamento di Anna. Quest'ultima, infatti, è arrabbiata per la pubblicazione sul web, da parte dello stesso Maresciallo Cecchini, di un imbarazzante video che la vede protagonista. Il Maresciallo Cecchini, di contro, è convinto che Anna c'entri qualcosa col suo mancato aumento di stipendio: secondo il Maresciallo Cecchini, infatti, Anna si starebbe vendicando per il video che lui stesso aveva pubblicato per errore sui social. Deluso ed amareggiato, il Maresciallo Cecchini decide di presentare le dimissioni. Per Sergio è arrivato il momento di conoscere Ines, ma inizialmente la bambina non vuole conoscerlo. Tuttavia, Sergio le regala una t-shirt di Jimi Hendrix che la bambina indossa sebbene sia di taglia molto più grande, poiché è l'unico simbolo dell'affetto paterno. Nel frattempo, il video di Anna viene visto e condiviso da migliaia di utenti in poche ore. Visto l'inaspettato successo, il Maresciallo Cecchini decide di intraprendere la carriera di influencer con l’aiuto di tre tutor d'eccezione: i The Jackal. Dopo qualche fallimentare tentativo iniziale, sembra che Sergio ed Ines possano davvero diventare una famiglia grazie soprattutto all'aiuto di Anna, che continua a trascorrere molto tempo insieme a loro. Intanto, Massimo confessa a Don Matteo di essere stato lui ad aggredire Lucia: l'uomo infatti aveva costretto Lucia a concedersi al suo direttore di orchestra, da sempre innamorato di lei, in cambio di soldi per far fronte ad alcuni debiti. Accecato dalla gelosia per quell'unica notte d'amore, l'aveva colpita, ma inaspettatamente era arrivata Sara, contattata dalla stessa Lucia per chiederle aiuto, poiché spaventata dal cambiamento di Massimo. Nel frattempo, Jordi, dopo avere saputo della rottura tra Sofia e Rik, propone alla ragazza di ballare insieme a lui. Sofia accetta ed i due sono sempre più vicini, sebbene lei non sia ancora pronta a rivelargli la verità sull'incidente. Anche Anna e Sergio sono sempre più vicini, e così una sera, dopo averle mostrato un disegno fatto da Ines che rappresenta il padre e la figlia insieme, per ringraziarla Sergio dà ad Anna una buonanotte molto speciale: un bacio sulle labbra.
- Special guest star: The Jackal (loro stessi)
- Altri interpreti: Tommaso Basili (Massimo Ruggeri), Marta Jacquier (Lucia Amato), Denis Fasolo (Tancredi Gallo), Sydne Rome (Preside Susi Dallara), Riccardo De Rinaldis Santorelli (Riccardo "Rik" Anastasi), Martina Iacomelli (Maddalena Manzoni).
- Ascolti: telespettatori 5 812 000 – share 23,2%[9]

## Non rubare
- Diretto da:
- Scritto da:

### Trama
Don Matteo scopre il cadavere di una donna, Carla Videtti, vicino ad una tomba recante lo stesso nome. Ad organizzare il funerale della donna arriva a Spoleto la figlia sedicenne Alice. Secondo la ragazza, la madre era giunta nella cittadina umbra in cerca della bambina che le era stata sottratta alla nascita, la sorella gemella di Alice. Don Matteo si offre di ospitare la ragazza in canonica, dove stringe un legame di amicizia con Sofia. Quest'ultima si convince che la sorella gemella di Alice sia Maddalena, una sua compagna di classe nonché nuova ragazza di Rik. Il dottor Manzoni, il padre della ragazza, è il ginecologo che aiutò Carla nel parto, e quindi può averla rapita appena nata. Il ragazzo crede che Sofia abbia coinvolto Maddalena soltanto per gelosia e, dopo l'arresto del padre di quest'ultima, minaccia Sofia di raccontare tutta la verità a Jordi sull'incidente se non lascerà in pace Maddalena e la sua famiglia. Dalle indagini risulta però che Maddalena non è figlia di Carla, ma dei Manzoni. Anna non sa come comportarsi con Sergio, mentre lui sembra non dare alcun peso al loro bacio. Jordi, stanco delle continue vessazioni di Rik, decide di affrontarlo. I due si danno appuntamento nel parco, ma poco dopo Rik viene trovato privo di sensi. Dopo essersi risvegliato in ospedale, Rik accusa Jordi di averlo aggredito, e così quest'ultimo viene condotto in carcere. Nel frattempo, Rik confessa a Sofia di avere mentito soltanto per punirla, informandola che, qualora raccontasse ciò che ha scoperto, lui direbbe a Jordi tutta la verità su quella notte, ricordandole che la lascerà. Fortunatamente, però, Don Matteo scopre che ad uccidere Carla Videtti è stata la madre di Rik. Carla, infatti, aveva scoperto che il neonato che le era stato sottratto anni prima non era una bambina, bensì un maschio: si tratta dello stesso Riccardo. Il sacerdote nota che sia lui che Alice hanno fatto lo stesso intervento appena nati. Jordi viene scagionato e rilasciato. Tuttavia, Sofia non è ancora pronta a confessargli la verità. Intanto, a Spoleto arriva Eugenio Nardi, il padre di Marco, un colto ed affascinante psicoterapeuta. Mentre i suoi modi di fare pomposi e melliflui portano scompiglio fra il Maresciallo Cecchini ed Elisa, Anna scopre che il vero motivo per il quale l’uomo è arrivato a Spoleto è quello di recuperare i rapporti con il figlio, consapevole delle sue carenze come padre dopo avere subito un'operazione per la rimozione di un tumore. Il Maresciallo Cecchini, infastidito da Eugenio Nardi e dalle sue palesi avances nei confronti di Elisa, per farla ingelosire le fa credere di avere un'amicizia speciale con l'attrice Elena Sofia Ricci, di passaggio a Spoleto. Dopo avere trovato un lavoro grazie a Don Matteo in un autodromo, Sergio porta Anna a fare un giro in moto: i due iniziano a fare i conti con i loro sentimenti reciproci. Anna è sempre più confusa, soprattutto dopo il bacio che c'è stato tra di loro. Per cercare di fuggire dai suoi sentimenti, comincia ad ignorarlo: prima rifiuta le sue chiamate, poi decide di perdonare Marco, ma quando lo vede in compagnia di Sara ha un ripensamento, lasciandolo ignaro del fatto che avesse deciso di perdonarlo. Pur cercando di evitarlo, una domenica Sergio riesce a porle la domanda che Anna teme più di tutte (Tu cosa vuoi adesso?). Di fronte alla determinazione di Sergio, Anna si lascia andare e lo bacia appassionatamente.
- Special guest star: Elena Sofia Ricci (sé stessa)
- Altri interpreti: Antonio Catania (Eugenio Nardi), Jenny De Nucci (Alice Videtti), Riccardo De Rinaldis Santorelli (Riccardo "Rik" Anastasi), Chiara Capitani (Flavia Anastasi), Paolo Giovannucci (signor Anastasi, padre di Riccardo), Daniela Giordano (Teresa, madre di Jordi), Alfonso Veneroso (Aldo, padre di Jordi), Sydne Rome (Preside Susi Dallara), Alessandro Federico (Mattia Manzoni), Martina Iacomelli (Maddalena Manzoni).
- Ascolti: telespettatori 5 919 000 – share 24,2%[10]

## Non dire falsa testimonianza
- Diretto da:
- Scritto da:

### Trama
Una donna, Greta Mezzanotte, viene trovata priva di sensi in una fabbrica. Don Matteo è il principale indiziato dell'aggressione: non solo viene trovato dal Capitano Olivieri e dal Maresciallo Cecchini accanto alla vittima, ma ad accusarlo c'è anche Chiara, la figlia di Greta e giovane promessa del nuoto, la quale a sorpresa afferma che Don Matteo è suo padre. Il Capitano Olivieri ed il Maresciallo Cecchini vorrebbero aiutare Don Matteo, ma nessun indizio è a suo favore ed il sacerdote decide di non difendersi. Vista la situazione, il PM Nardi è costretto a disporre lo stato di fermo e Don Matteo viene condotto in carcere. A Spoleto, intanto, arriva Suor Luciana, un'anziana zia del Maresciallo Cecchini, che crede che il nipote sia un sacerdote. Il Maresciallo Cecchini, per non dare un dispiacere all'anziana religiosa malata di cuore, le fa credere di essere un prete, creando non pochi equivoci. A Spoleto giunge anche Giuseppe Laganà, il vero padre di Chiara. Grazie alla testimonianza dell'uomo, Don Matteo viene scarcerato. Ormai scagionato da tutte le accuse, Don Matteo svela che Greta aveva rapito Chiara quando era piccola per evitare che crescesse nell'ambiente malavitoso del padre e del nonno paterno. Alla fine si scopre che l’autore dell’aggressione ai danni di Greta è l'allenatore di Chiara, Rudy: quest'ultimo l'aveva aggredita dopo che la donna lo aveva respinto, ma l’uomo viene trovato morto prima che possa essere arrestato. Anna non è ancora pronta a rendere pubblica la sua storia con Sergio e continua a frequentarlo di nascosto. I due organizzano il loro primo appuntamento da soli, ma alla trattoria dove stanno cenando si materializza Sara. Marco non vuole credere a questa storia e va da Anna per chiederle spiegazioni, ma lei gli dice che non ha alcun diritto di essere geloso. Anna decide di uscire allo scoperto con Sergio e gli chiede di accompagnarla alla festa del comune, ma il Maresciallo Cecchini e Marco riescono ad insinuare in lei il sospetto che Sergio si stia occupando di Ines solo per il proprio tornaconto personale. Ines, infatti, confida a Marco di avere visto Sergio prendere il testamento di Irene. Dopo questa prova, la fermezza di Anna comincia a vacillare, ma Sergio riesce a chiarire la sua posizione. Nel frattempo, Jordi, una volta scoperta l'attività di spacciatore di Rik, inizia a sospettare che il ragazzo sappia come sia finita la droga nel suo bicchiere la sera dell'incidente e chiede a Sofia di aiutarlo a scoprire la verità. Si scopre inoltre che Rudy è stato ucciso dalla figlia Vanessa dopo che la ragazza aveva scoperto che il padre somministrava le sostanze dopanti a lei, Chiara e le altre atlete: Rudy aveva tentato di ucciderla per impedirle di raccontare la verità, costringendo la ragazza a difendersi. Anna si presenta da sola alla festa del comune, ma si rende conto che vorrebbe essere altrove. E così, dopo avere capito che è Sergio colui che vuole veramente, scappa dalla festa per ricongiungersi con lui sotto lo sguardo di Marco. Una volta raggiunto, Anna dice a Sergio che è pronta a vivere la loro storia perché non le interessa più che cosa pensano le altre persone. I due si baciano e si mettono ufficialmente insieme. Intanto Sofia, incoraggiata da Don Matteo, confessa a Jordi la verità sull'incidente. Sconvolto, Jordi ripudia Sofia e mette fine alla loro storia.
- Altri interpreti: Sofia Iacuitto (Chiara Mezzanotte), Eva Cela (Vanessa), Raffaele Esposito (Giuseppe Laganà), Mimmo Mancini (Gennaro Laganà), Valentina Minzoni (Greta Mezzanotte), Lucia Guzzardi (Suor Luciana), Salvio Simeoli (Rudy Mariotti), Lorenzo Parrotto (funzionario), Sydne Rome (Preside Susi Dallara), Riccardo De Rinaldis Santorelli (Riccardo "Rik" Anastasi).
- Ascolti: telespettatori 6 609 000 – share 26,3%[11]

## Non desiderare la donna d'altri
- Diretto da:
- Scritto da:

### Trama
Don Matteo vede un uomo dare fuoco ad un'autovettura al cui interno vi è una ragazza. La vittima si chiama Francesca, una ragazza che gestisce una cooperativa che si occupa del recupero di tossicodipendenti. Il primo indiziato è il fidanzato di Francesca, Paolo, ma il ragazzo è in coma dal giorno del loro matrimonio, quando fu colpito da un ictus. Ben presto i sospetti si concentrano su Gaetano Lamantia, ex detenuto con la passione per la fotografia con una vera e propria ossessione nei confronti di Francesca, come dimostrato dalle numerose fotografie scattate alla ragazza e rinvenute a casa sua. I Carabinieri, però, non dispongono ancora di prove sufficienti per arrestare Lamantia, che quindi resta a piede libero. Il Maresciallo Cecchini, nel frattempo, è colpito da uno strano disturbo dell'udito, il medico la identifica come Ipoacusia un caso in cui il maresciallo può sentire solo le alte frequenze quindi soltanto le voci femminili! Il Capitano Olivieri, in quanto donna, è l'unica in grado di comunicare con il Maresciallo Cecchini, mentre il PM Nardi comunica con lui con una lavagnetta. La situazione degenera quando, una sera, il Maresciallo Cecchini sente una conversazione del PM Nardi e si convince che al PM restino solo sei mesi di vita, ma in realtà si tratta di un equivoco: il presunto malato è Patatino, il cane di Marco! Tuttavia, Marco decide di sfruttare la situazione e di non rivelare la verità ad Anna per tentare di riconquistarla: la ragazza, infatti, credendolo malato, lo riempie di attenzioni e lo tratta premurosamente. Le indagini sul tentato omicidio di Francesca portano a Lamantia, ma l'uomo viene trovato morto prima che i Carabinieri possano arrestarlo. Nel frattempo, Sergio è sempre più geloso di Marco, soprattutto dopo che Anna ha deciso di accompagnarlo a Roma per un consulto. Don Matteo e i Carabinieri scoprono che Lamantia è stato ucciso da Marica, la moglie del fisioterapista di Paolo, Alessandro. Francesca ed Alessandro avevano una relazione, e Lamantia usava le fotografie che li ritraeva insieme per ricattarli. Scoperta la relazione fra la ragazza e il marito, Marica si era recata da Lamantia per recuperare le fotografie, ma la lite era degenerata, e dalla colluttazione era partito il colpo fatale. Mentre Sergio ammette di essere geloso di tutto il tempo che Anna trascorre con Marco, Rik confessa a Jordi di essere stato lui ad offrirgli il bicchiere con la droga la notte dell'incidente ma, nonostante abbia scoperto la verità, Jordi è deciso a non perdonare Sofia. Anna confessa a Sergio che la sera prima Marco l'ha baciata. Sergio sembra restarci male, ma, colpito dalla sincerità della ragazza, la bacia. Da una conversazione con Sara, Anna capisce che il consulto in realtà era per Patatino. Messo di fronte all'evidenza dei fatti, Marco tenta di scusarsi per il suo comportamento scorretto, ma Anna non è disposta a perdonargli l'ennesima bugia. Arriva il giorno dell'audizione di Jordi, ma l'esibizione non comincia nel migliore dei modi: il ragazzo ha perso la fiducia in sé stesso e non riesce a ballare come vorrebbe, ma Sofia riesce ad infondergli il coraggio con le sue parole, e così Jordi riesce a terminare con successo l'esibizione e si riconcilia con Sofia.
- Altri interpreti: Barbara Venturato (Francesca Santoro), Celeste Savino (Marica), Daniele Mariani (Alessandro), Matteo Cremon (Gaetano Lamantia), Fabrizio Bordignon (Antonio Santoro), Jenny De Nucci (Alice Videtti), Riccardo De Rinaldis Santorelli (Riccardo "Rik" Anastasi), Astra Lanz (Suor Maria), Sydne Rome (Preside Susi Dallara), Daniela Giordano (Teresa, madre di Jordi), Alfonso Veneroso (Aldo, padre di Jordi).
- Curiosità: in questo episodio, mentre Olivieri e Cecchini guardano L'eredità, c'è Flavio Insinna, interprete del capitano Anceschi dalla 1ª alla 5ª stagione della fiction, nel ruolo di sé stesso come conduttore del game show di Rai1, pure senza essere inquadrato (si sente solo la sua voce). Insinna tornerà nella 13ª stagione come personaggio secondario.
- Ascolti: telespettatori 6 682 000 – share 25,2%[12]

## Non desiderare la roba d'altri
- Diretto da: Cosimo Alemà
- Scritto da:

### Trama
Una sera Sergio riceve una telefonata da Renzo Cicogna, suo amico ed ex compagno di cella. Giunto nel suo appartamento, il ragazzo scopre che la moglie dell’uomo, Serena, è stata assassinata. Dopo il ritrovamento del corpo, Sergio diventa il principale sospettato dell’omicidio, anche se le indagini portano all'arresto della sorella di Serena, Astrid. Marco continua a sospettare di Sergio, ma Anna si rifiuta di credergli. Il Papa vuole nominare Cardinale Don Matteo. Il Maresciallo Cecchini, per non perdere il suo amico, tenta di metterlo in cattiva luce davanti al Nunzio Apostolico. Nel frattempo, Sergio, Cicogna ed una donna, Zelda, stanno organizzando un assalto ad un portavalori. Cicogna si era reso conto di potere usare l'amicizia di Sergio ed Anna per arrivare ai codici di sblocco del portavalori, custoditi nel computer di Anna. Il compito di Sergio dunque è quello di piazzare nell'ufficio di Anna una scheda in grado di violare il suo computer. Il piano era perfetto, ma Cicogna non aveva previsto l'innamoramento di Sergio verso Anna. Tuttavia, Cicogna riesce a manipolarlo e a riportarlo dalla sua parte, e Sergio porta a termine la prima parte del piano. Il giorno della rapina, Sergio chiama Anna per dirle addio e, consapevole di quanto lei abbia fatto per lui, le dice "ti amo" per la prima volta, ma lei intuisce che qualcosa non va. All'ultimo istante, però, Sergio si rende conto dell'errore che sta per commettere ed abbandona il piano. Rimasta sola, Zelda ingaggia uno scontro a fuoco con i Carabinieri. La donna viene arrestata, ma Anna, che nel frattempo aveva capito che anche Sergio era coinvolto nella rapina, resta gravemente ferita. Venuto a sapere del ferimento di Anna, Sergio vorrebbe tornare indietro, ma Cicogna riesce a manipolarlo ancora una volta. Dopo il ritrovamento della scheda nell'ufficio di Anna, Sara inizia a sospettare che Anna sia complice di Sergio. Marco, allora, decide di prendersi la responsabilità al posto di Anna, scagionandola dalle accuse. Intanto, Don Matteo scopre che ad uccidere Serena è stato Cicogna (l'uomo con la sua abilità elettronica ha inscenato il guasto che ha usato come alibi), dopo che la donna aveva scoperto il piano della rapina, e voleva denunciarlo. Infatti, Cicogna in passato era stato fidanzato con Astrid e con lei aveva fondato un'azienda di software lanciando un potente ed innovativo antivirus. Il tradimento di Astrid con Donato, l'uomo che aveva investito sull'azienda e sull'antivirus, aveva mandato su tutte le furie Cicogna, il quale, in preda ad un atto di orgoglio, aveva deciso di rinunciare al brevetto dell'antivirus, consentendo così ad Astrid e a Donato di arricchirsi. Pentitosi della decisione presa e preso dal desiderio di vendetta, Cicogna si era messo insieme a Serena e aveva deciso di fare causa all'azienda per avergli, a detta sua, rubato il brevetto, ma, sapendo che la causa sarebbe stata persa poiché nessun brevetto era stato rubato, aveva organizzato la rapina all'insaputa di Serena, la quale era stata informata delle reali intenzioni di Cicogna da parte di Astrid. Mentre Marco, recatosi in ospedale, esprime il suo pentimento ad Anna per averla tradita con Sara, Don Matteo chiede a Sergio di tornare a casa, ma il giovane si rifiuta per paura di perdere Ines. Tuttavia, quando vede un servizio che annuncia la morte di Anna, distrutto dal dolore, si decide a tornare a casa. All'interno della chiesa, Sergio piange davanti alla bara di Anna, ignaro del fatto che lei sia in piedi alle sue spalle: la sua finta morte era stata un'idea di Don Matteo, sicuro che Sergio sarebbe tornato per lei. Grazie a Don Matteo dunque, Anna riesce ad arrestare Sergio. Vedendola triste, il Maresciallo Cecchini la esorta a non rinunciare all'amore, e così, dopo avere ricordato una frase con dei dettagli precedentemente dati da Don Matteo che dicono che vale sempre la pena di amare, Anna raggiunge Sergio mentre sta per essere condotto in carcere per dirgli che lo aspetterà. Nel frattempo, Marco ha capito che Anna è davvero riuscita a perdonarlo, nonostante questo non abbia significato una ripresa della loro relazione, in quanto Anna è innamorata di Sergio. Dopo avere parlato con il Papa, Don Matteo decide di rimanere a Spoleto: in Piazza San Pietro tutti i suoi amici lo festeggiano calorosamente.
- Altri interpreti: Stefano Dionisi (Renzo Cicogna), Claudia Zanella (Astrid), Marianna Di Martino (Zelda), Raffaella Panichi (suora sorda), Paola Sebastiani (madre superiora), Mino Caprio (don Armando), Marco Giuliani (Donato).
- Nota. Nei titoli di testa presenti subito dopo la sigla iniziale, vengono indicati i nomi degli autori e delle principali maestranze. Poi gli attori che interpretano i personaggi secondari e gli ospiti. L'attrice Claudia Zanella, tuttavia, è stata accreditata come Claudia Zenella.
- Ascolti: telespettatori 7 346 000 – share 26,51%[13]